# محشي فليفلة
محشي الفليفلة، أو الفلفل الاخضر المحشوّ، هو طبق يُعرف في أنحاء العالم بأسماء وأشكال مختلفة.

## إسبانيا
الفليفلة المحشوّة (بالإسبانية: pimientos rellenos)‏ هي جزء من المطبخ الإسباني التقليدي، خاصة في مناطق الباسك. تستخدم فليلفة بيكوللو عادة لهذا الطبق. وتختلف الحشوة من جبنة مانغو إلى الدجاج أو سمك القدّ ويطهى في صلصة حمراء. كما يعتبر هذا الطبق شائعاً في تركيا.

## الهند
الفليفلة المحشوة (Bharvan Mirch أو Bharva Hari Mirch) هي إحدى أنواع عديدة من الخضراوات التي تُحشى. يتكون الطبق من الفليفلة المحشوة باللحم المطبوخ والبطاطا والبصل ومتبّل بالفلفل الحار والكركم والكزبرة والملح وعصير الليمون. ثم تحمّر الفليلفة في مقلاة أو تُخبز في الفرن.

## الشرق الأوسط وشمال أفريقيا

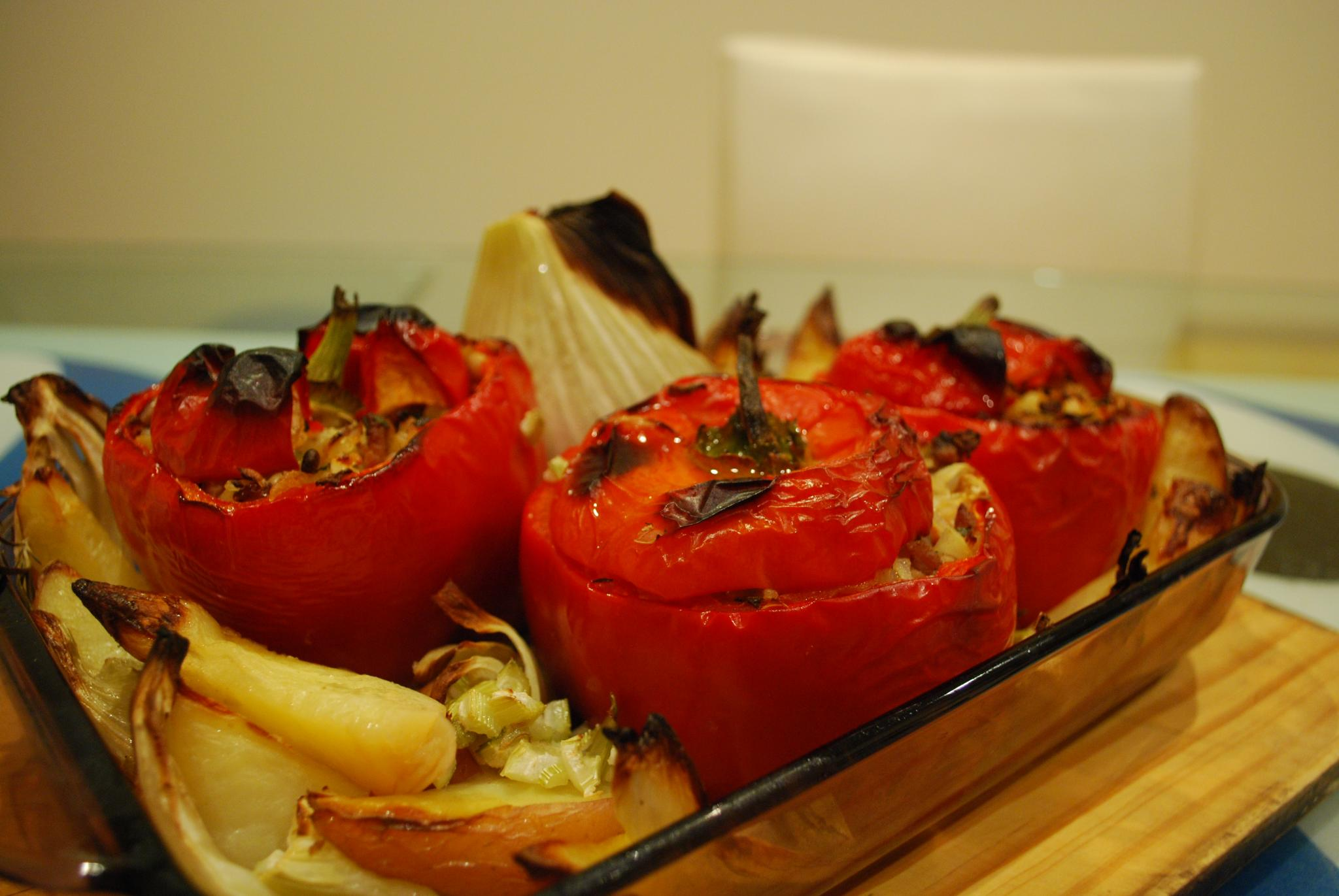
طبق يميستا يوناني

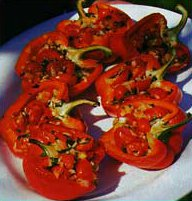
فليفلة محشية

- الدولمة هو طبق من الخضراوات المحشوة، يتكوّن من الفليفلة المحشوة وورق العنب. والدولمة جزء من ثقافة القوقاز، والبلقان ودول الشرق الأوسط، كأذربيجان وأرمينيا وتركيا وإيران والعراق ومصر واليونان. في المطبخ الأرمني، تعرف باسم «تولما»، أما في المطبخ اليوناني فتعرف باسم «يميستا» و«غيمتسا».[1] أما في المطبخ المصري، فاسمها «فلفل محشي».

## المكسيك
يتضمّن المطبخ المكسيكي عدة أنواع من طبق الفلفل المحشي:
- «تشيلي ريلينو» أو الفلفل المحشو، يتكون من فلفل حار نوع باسيلا خضراء أو بوبلانو محشو بجبن (غالباً كويسو فريسكو أو لحم مفروم مغطى ببيض مخفوق، ثمّ يقلى. يقدم الطبق عادةً مع صلصة إلى جانب تاكو وأرز.
- هالبينو بوبيرز هو فلفل حار يتم تجويفه وحشوه بمزيج من البهارات والجبن وأحياناً اللحم المفروم، ثم يقلى قلياً عميقاً.

## غواتيمالا
في غواتيمالا، يُحشى فلفل بيمينتو بلحم الخنزير المقدد والخضراوات. ثم يغطى بالبيض المخفوق ويقلى. يقدم بصلصة البندورة أو داخل خبز.

## الدول الإسكندنافية ودول البلطيق
- إسكندنافيا: Fyldte peberfrugter (لغة دنماركية), Täytetyt paprikat (لغة فنلندية), Fylltar paprikur (لغة آيسلندية), Fylt paprika (لغة نرويجية), Fyllda paprikor (لغة سويدية).
- Baltic Countries (دول البلطيق): Kimšti pipirai (لغة ليتوانية) usually made with ground beef (or pork), rice, various vegetables and spices; Pildīti pipari (لغة لاتفية) and Täidisega paprika (لغة إستونية) is word phrase for "stuffed peppers".

## الولايات المتحدة

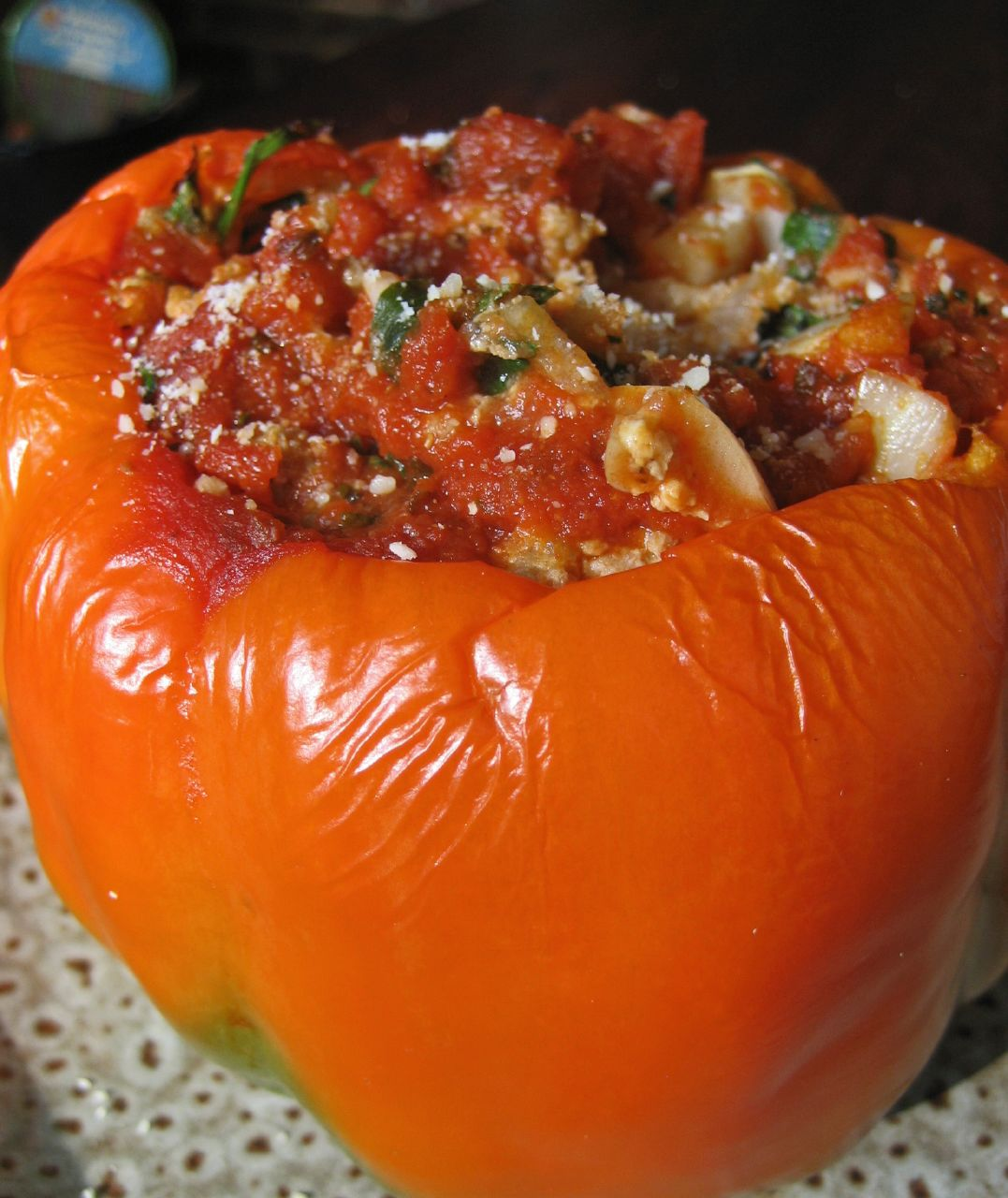
محشي فليفلة أمريكي

في المطبخ الأمريكي يحُضر الطبق بالفلفل الحلو (الأخضر أو الأصفر) والذي يتم حشوه بمكونات مختلفة مثل اللحم المفروم ممزوجا مع فتات الخبز أو الأرز المطبوخ، البيض، الأعشاب، الجبن والبهارات (خصوصا بابريكا والبقدونس). تتنوع طرق التحضير ولكنها غالبا ما تشمل الخطوات التالية: إزالة بذور الفلفل وثم غليه وحشيه، يُغطى بعدها بالجبن، وثم يتم طبخه تحت نار هادئة في الفرن حتى تصبح الفلافل طرية. عادة ما يتم تقديم الطبق مع صلصة الطماطم أو صلصة أخرى.

## وصلات خارجية
- Stuffed Bell Peppers American Style at Cooks.com
- Bosnian recipe for stuffed peppers at kuhar.ba